# Katharina Fehre
Katharina Fehre, född 1766, död 1829, var en lettisk (balttysk) författare och lärare.
Hon var född i Riga som dotter till arrendatorn Johann Eberhard Khross, och gifte sig 1785 med konsul David Fehre (död 1803). Mellan 1804 och 1822 arbetade hon som lärare i flickskolan Töchterschule i Riga, därefter i Pärnu. 
Verk
- Livländisches Koch- und Wirtschaftsbuch für große und kleine Haushaltungen (Riga 1816, 41823); estn.: Uns Kögi - ja Kokko-Ramat (Reval 1824).